# John Schuck
Conrad John Schuck Jr. (ur. 4 lutego 1940 w Bostonie) – amerykański aktor.

## Życiorys
Urodził się w Bostonie w Massachusetts jako syn Mary (z domu Hamilton) i Conrada Johna Schucka, profesora języka angielskiego na SUNY Buffalo. Jego rodzina była pochodzenia angielskiego i niemieckiego. Wychowywał się z młodszym bratem Peterem. W 1962 ukończył Denison University, gdzie występował w wielu sztukach.
Pracował w regionalnych teatrach, w tym Cleveland Playhouse, Baltimore Center Stage i American Conservatory Theatre w San Francisco. Został dostrzeżony przez reżysera Roberta Altmana, który zaangażował go do roli dentysty kapitana „Bezbolesnego Polaka” Waldowskiego w kultowej komedii MASH (1970). Grał potem u Altmana w filmach: Brewster McCloud (1970), McCabe i pani Miller (1971) i Złodzieje tacy jak my (1974). Na telewizyjnym ekranie przez sześć sezonów występował jako sierżant Charles Enright w McMillan i jego żona (1971–1977) u boku Rocka Hudsona i Susan Saint James. W 1977 występował na Broadwayu jako Oliver Warbucks w komedii muzycznej Annie. W 1985 zagrał porucznika komandora Johna Challee w sztuce Hermana Wouka  Bunt na okręcie z Charltonem Hestonem i Benem Crossem na scenie West Endu.

## Życie osobiste
9 kwietnia 1978 zawarł związek małżeński z Susan Bay, z którą ma syna 
Aarona (ur. 5 września 1981). W 1983 doszło do rozwodu. W 1990 ożenił się z Harrison Houlé.

## Filmografia

### Filmy
- 1970: Bitwa o whisky jako E.J. Royce
- 1970: MASH jako kapitan „Bezbolesny Polak” Waldowski
- 1970: Brewster McCloud jako podporucznik Johnson
- 1971: McCabe i pani Miller jako Smalley
- 1972: Hammersmith Is Out jako Henry Joe
- 1974: Złodzieje tacy jak my jako Chicamaw
- 1979: Butch i Sundance – Lata młodości jako „Kid” Curry / Harvey Logan
- 1986: Star Trek IV: Powrót na Ziemię jako ambasador Klingonów
- 1988: Nowe przygody Pippi Langstrumpf jako kapitan Efraim Langstrumpf
- 1989: Agencja „Trzecie Oko” jako porucznik „Noogie” Manoogian
- 1990: Dick Tracy jako dziennikarz
- 1991: Star Trek VI: Wojna o pokój jako ambasador Klingonów
- 1994: Święty związek jako Markowski
- 1996: Projekt ALF jako generał Myron Stone
- 2001: Klątwa skorpiona jako Mize

### Seriale
- 1969: Strzały w Dodge City jako Amos Blake
- 1970: Mission: Impossible jako porucznik Jocaro
- 1970: Strzały w Dodge City jako Burt Tilden
- 1971: Bonanza jako Tom Brennan
- 1972: Ironside jako Archie Baldwin
- 1977: Korzenie jako Ordell
- 1978: Statek miłości jako Ox
- 1984: Napisała: Morderstwo jako kpt. Davis
- 1986: Napisała: Morderstwo jako szef Merton P. Drock
- 1987: Matlock jako dziennikarz Carl Burke
- 1988–1991: Rodzina Potwornickich jako Herman Potwornicki
- 1991: Młodzi jeźdźcy jako Jarvis
- 1992: Pełzaki jako Leo (głos)
- 1994: W pułapce czasu jako dr Carter Bach
- 1995: Freakazoid! jako Arms Akimbo (głos)
- 1995: Nowojorscy gliniarze jako Carl Wuthrich
- 1995–1996: Babilon 5 jako Draal
- 1997: Hej Arnold! jako Wally (głos)
- 1999–2000: Diagnoza morderstwo jako kapitan policji
- 2000: Star Trek: Voyager jako chórzysta
- 2001: Prawo i porządek jako Stefan Havel
- 2004–2010: Prawo i porządek: sekcja specjalna jako szef detektywów Muldrew
- 2005: Star Trek: Enterprise jako Antaak